# کلادیو ماگریس
کلادیو ماگریس (به ایتالیایی: Claudio Magris) (زادهٔ ۱۰ آوریل ۱۹۳۹) یک زبان‌شناس، روزنامه‌نگار، نویسنده، و مترجم اهل ایتالیا است.
کلودیو ماگریس، استاد زبان و ادبیات مدرن آلمانی در دانشگاه تریسته در ایتالیا بود. وی همچنین مقاله‌نویس روزنامه‌های معتبر اروپایی است.
ماگریس جایزه ۲۵ هزار دلاری صلح نمایشگاه بین‌المللی کتاب فرانکفورت آلمان به خاطر تقویت تنوع فرهنگ اروپایی را از آن خود کرد. این جایزه به سبب فعالیت‌های کلادیو مارگریس در زمینه مشکلات و معضلات همزیستی و تأثیر متقابل فرهنگ‌های گوناگون به او اهدا شده‌است. وی در مراسم دریافت این جایزه در سخنرانی‌اش هشدار داد: ما خود را در گهواره این خیال باطل که بدون جنگ زندگی می‌کنیم پیچیده‌ایم چرا که می‌پنداریم هم‌اکنون حریم اروپا امن و تا حد زیادی باز است.
شناخته شده‌ترین آثار این نویسنده عبارتند از «عوالم صغیر» و «دانوب» (۱۹۸۶) که بخش‌هایی از تاریخ اروپا را در بستر رودخانه دانوب به تصویر کشیده است.رمان دریایی دیگر با ترجمه مریم سپهری توسط انتشارات فرهنگ آرش از این نویسنده تا امروز به زبان فارسی ترجمه و منتشر شده است